# Владан Ђурковић
Владан Ђурковић (Панчево, 1987) је српски позоришни редитељ, универзитетски професор и менаџер у култури. Он је доцент Факултета музичке уметности, гостујући предавач на Академији умјетности у Бања Луци и директор Позоришта лутака „Пинокио”.

## Биографија
У Панчеву је завршио основну и средњу школу. Дипломирао је 2011. године позоришну и радио режију на Факултету драмских уметности у Београду, на коме је завршио основне и мастер студије у класи професора Егона Савина и професора Душан Петровића. На матичном факултету тренутно похађа докторских уметничких студија. Своје професионално усавршавање је 2013. године наставио у Сједињеним Америчким Државама у Вашингтону и Чикагу, где је боравио као стипендиста Kонгреса.
Носилац је Златне значке Културно просветне заједнице Србије за 2022. годину за  несебичан, предан и дуготрајан рад и стваралачки допринос у ширењу културе. На фестивалу Хумора за децу у Лазаревцу са представом по тексту Јасминке Петровић "Ово је најстрашнији дан у мом животу" поред награде за најбољу представу у целини Ђурковић је добио награду за најбољу режију на фестивалу. На фестивалу ДАФ 2010. у Северној Македонији представа И живели су срећно до краја живота у Ђурковићевој режији награђена је Гран пријем фестивала за најбољу представу у целини, као и наградом за најбољу режију на фестивалу.

## Менаџмент у култури
Радио је и као извршни продуцент и уметнички директор различитих фестивала и манифестација (БЕМУС, БЕЛЕФ, Дани Београда и Међународни дан џеза).

### Уметнички директор Омладинског позоришта ДАДОВ
Од 2011. до 2019. године Ђурковић је био уметнички директор Омладинског позоришта ДАДОВ.

### Директор Позоришта лутака "Пинокио"
У септембру 2019. године Ђурковић је именован од стране Скупштине града Београда за директора Позоришта лутака "Пинокио". За врло кратко време остварени су значајни кораци како у пословању позоришта, тако и у побољшању услова рада. После само 4 месеца од када је Ђурковић постављен на чело позоришта, позориште је остварило сарадњу са Фондацијом Новак Ђоковић и том прилiком добило донацију у вредности од осам милиона динара у виду нових стoлица за салу и остале бинске опреме. За време ванредног стања у држави проузроковано Kовидом-19, "Пинокио" је први кренуо сам преносом уживо представа из празне сале, путем свог јутјуб канала.

## Режиране представе
До сада је режирао преко педесет представа. Избор наслова:
- Флешденс[13]
- Сан летње ноћи[14]
- Служавка господарица[15]
- Укроћена горопад[16]
- Madalena[17]
- Арт
- Кад си мртав, мртав си
- Нисам крива
- Контрабас
- Секс за почетнике[8]
- Заштита пре свега[18]
- Служавка господарица[19]
- Леонс и Лена[20]
- Пучина[21]
- Балада о Пишоњи и Жуги[22]
- Београдске сене
- Кавкавски орах
- Да бар нисам женско[23]
- Неиспричано[24]